# آغوان هوسپیان
آغوان هوسپیان (ارمنی: Աղվան Հովսեփյան؛ زادهٔ ۷ ژانویهٔ ۱۹۵۳) وکیل اهل ارمنستان است. دادستان کل ارمنستان از ۱۹۹۸ تا ۱۹۹۹ و ۲۰۰۴ تا ۲۰۱۳ بود.

## زندگی‌نامه
وی در ۷ ژانویه ۱۹۵۳ در ایروان به دنیا آمد . وی برنده جوایزی همچون مدال مخیتار گش، مدال مارشال باقرامیان و مدال طلای یادبود فریتیوف نانسن شد.